# Kelly Osbourne

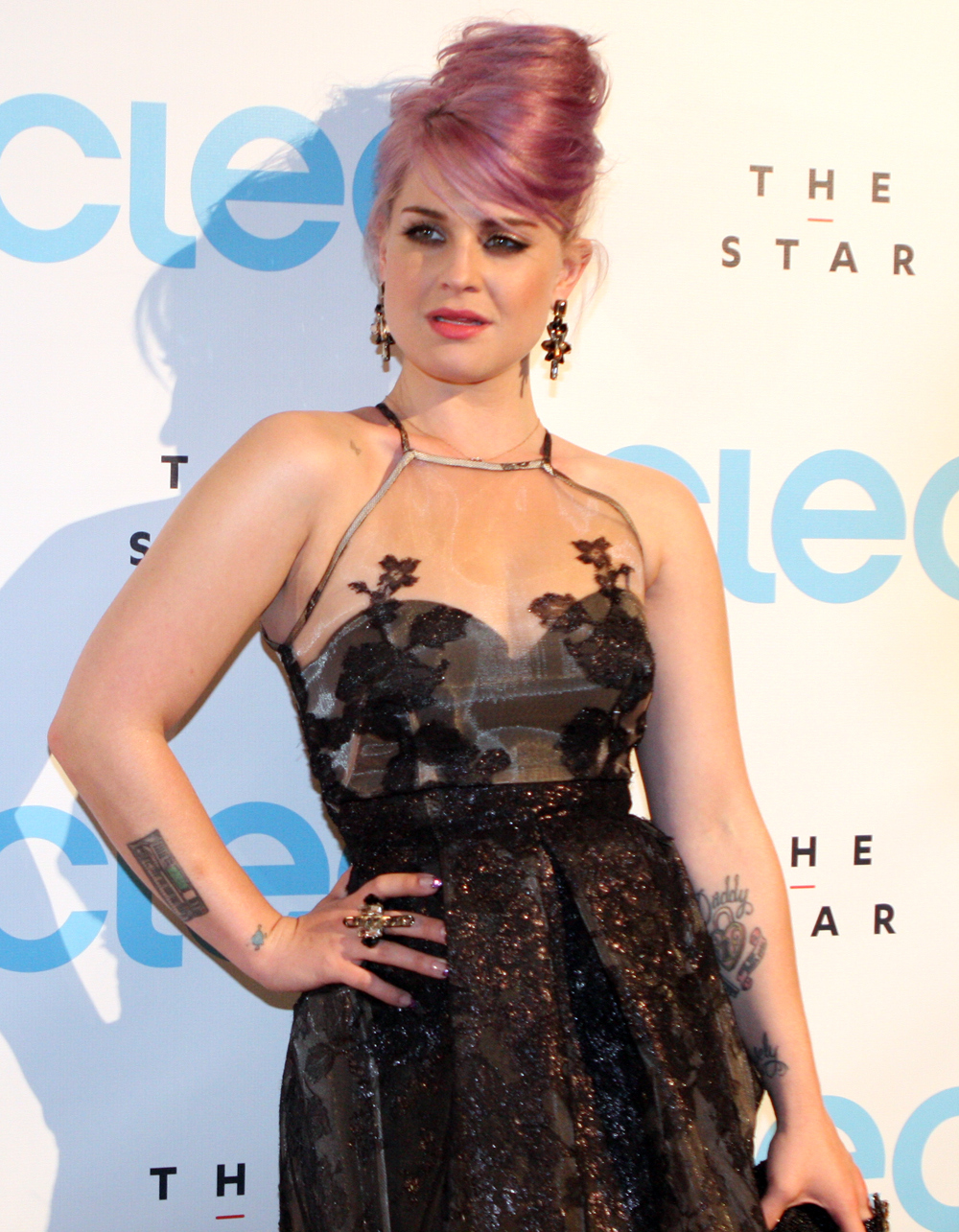
Kelly Osbourne, 2013

Kelly Lee Osbourne (* 27. Oktober 1984 in London) ist eine britische Musikerin der Stilrichtung Pop- und Rockmusik, Moderatorin und Model. Sie ist die Tochter des Rockmusikers Ozzy Osbourne und dessen Frau Sharon.

## Biografie
Osbourne war zu Beginn der 2000er Jahre eine von mehreren Nachwuchskünstlern, die zumindest die Mode der Punkrock-Ära wiederbelebten. Zum Medienstar stieg Kelly Osbourne in The Osbournes, der Reality-TV-Serie über ihre Familie, auf.
2002 veröffentlichte Osbourne ihr Debütalbum Shut Up, das sich aber nur mäßig verkaufte. Interesse fand nur ihre Coverversion von Madonnas Hit Papa Don’t Preach, zu dem auch ein Musikvideo veröffentlicht wurde. Das Lied erreichte in England Platz 3 der Charts. Die im November 2003 veröffentlichte Single Changes – eine Coverversion eines Liedes von Black Sabbath, gesungen als Duett mit Ozzy Osbourne – erreichte Platz 1 der englischen Singlecharts. Es war für Tochter und Vater jeweils die erste Nummer 1 in England.
Am 4. April 2004 gaben Sharon und Ozzy Osbourne bekannt, ihre Tochter habe sich in medizinische Behandlung begeben, um ihre Abhängigkeit von Schmerzmitteln bewältigen zu können.
Für das am 8. November 2005 erschienene Album The Body Acoustic von Cyndi Lauper sollte Osbourne mit Lauper Girls Just Want To Have Fun neu interpretieren. Dazu kam es jedoch nicht, da Osbourne durch das japanische Duo Puffy AmiYumi ersetzt wurde.
Am 4. September 2006 berichtete MTV News, dass Kelly ihren Exfreund Matty Derham in Irland geheiratet habe. Wie später bekannt wurde, handelte es sich bei der Zeremonie, die in einer aufblasbaren Kirche stattfand, nur um einen Scherz.
2012 drehte sie zusammen mit Miley Cyrus den Film So Undercover, der Anfang 2013 auf DVD veröffentlicht wurde.
Von September bis November 2019 nahm Osbourne als Ladybug an der zweiten Staffel der US-amerikanischen Version von The Masked Singer teil, in der sie den neunten von 16 Plätzen erreichte. In einer Episode der zehnten Staffel präsentierte sie ein Indiz zur Identität des Kandidaten Tiki (Sebastian Bach). In mehreren Folgen der zwölften Staffel gab sie dem Rateteam Hinweise zur Identität der Teilnehmerin Bluebell (Natalie Imbruglia). Zudem war sie in der sechsten Folge der ersten Staffel der britischen Ausgabe gemeinsam mit ihrer Mutter Gastmitglied im Rateteam.

## Diskografie

### Studioalben
| Jahr | Titel                   | Höchstplatzierung, Gesamtwochen, AuszeichnungChartplatzierungen (Jahr, Titel, Platzierungen, Wochen, Auszeichnungen, Anmerkungen) | Höchstplatzierung, Gesamtwochen, AuszeichnungChartplatzierungen (Jahr, Titel, Platzierungen, Wochen, Auszeichnungen, Anmerkungen) | Höchstplatzierung, Gesamtwochen, AuszeichnungChartplatzierungen (Jahr, Titel, Platzierungen, Wochen, Auszeichnungen, Anmerkungen) | Höchstplatzierung, Gesamtwochen, AuszeichnungChartplatzierungen (Jahr, Titel, Platzierungen, Wochen, Auszeichnungen, Anmerkungen) | Höchstplatzierung, Gesamtwochen, AuszeichnungChartplatzierungen (Jahr, Titel, Platzierungen, Wochen, Auszeichnungen, Anmerkungen) | Anmerkungen                             |
| Jahr | Titel                   | DE | AT | CH | UK | US | Anmerkungen                             |
| ---- | ----------------------- | --- | --- | --- | --- | --- | --------------------------------------- |
| 2002 | Shut Up / Changes       | DE30 (3 Wo.)DE | AT56 (4 Wo.)AT | CH89 (1 Wo.)CH | UK31 (3 Wo.)UK | US101 (6 Wo.)US | Erstveröffentlichung: 26. November 2002 |
| 2005 | Sleeping in the Nothing | — | — | — | UK57 (1 Wo.)UK | US117 (1 Wo.)US | Erstveröffentlichung: 7. Juni 2005      |

### Singles
| Jahr | Titel Album                         | Höchstplatzierung, Gesamtwochen, AuszeichnungChartplatzierungen (Jahr, Titel, Album, Platzierungen, Wochen, Auszeichnungen, Anmerkungen) | Höchstplatzierung, Gesamtwochen, AuszeichnungChartplatzierungen (Jahr, Titel, Album, Platzierungen, Wochen, Auszeichnungen, Anmerkungen) | Höchstplatzierung, Gesamtwochen, AuszeichnungChartplatzierungen (Jahr, Titel, Album, Platzierungen, Wochen, Auszeichnungen, Anmerkungen) | Höchstplatzierung, Gesamtwochen, AuszeichnungChartplatzierungen (Jahr, Titel, Album, Platzierungen, Wochen, Auszeichnungen, Anmerkungen) | Höchstplatzierung, Gesamtwochen, AuszeichnungChartplatzierungen (Jahr, Titel, Album, Platzierungen, Wochen, Auszeichnungen, Anmerkungen) | Anmerkungen                                                |
| Jahr | Titel Album                         | DE | AT | CH | UK | US | Anmerkungen                                                |
| ---- | ----------------------------------- | --- | --- | --- | --- | --- | ---------------------------------------------------------- |
| 2002 | Papa Don’t Preach Shut Up / Changes | DE24 (10 Wo.)DE | AT25 (11 Wo.)AT | CH65 (8 Wo.)CH | UK3 (16 Wo.)UK | US74 (2 Wo.)US | Erstveröffentlichung: Juni 2002                            |
| 2002 | Shut Up Shut Up / Changes           | DE52 (5 Wo.)DE | AT38 (5 Wo.)AT | CH81 (2 Wo.)CH | UK12 (8 Wo.)UK | — | Erstveröffentlichung: 28. Oktober 2002                     |
| 2003 | Changes                             | DE15 (9 Wo.)DE | AT31 (8 Wo.)AT | — | UK1 Gold · (16 Wo.)UK | — | Erstveröffentlichung: 30. September 2003 mit Ozzy Osbourne |
| 2005 | One Word Sleeping in the Nothing    | DE60 (9 Wo.)DE | — | — | UK9 (7 Wo.)UK | — | Erstveröffentlichung: 19. April 2005                       |

## Filmografie (Auswahl)
- 2002–2005: The Osbournes (52 Folgen)
- 2004: Life as We Know It (14 Folgen)
- 2007–2008: Project Catwalk (20 Folgen)
- 2009: Osbournes: Reloaded (6 Folgen)
- seit 2010: Fashion Police
- 2012: So Undercover
- 2014: Sharknado 2 (Sharknado 2: The Second One, Fernsehfilm)
- 2016: CSI: Cyber (Folge 2x13 #Lebende Tote#Digitalmord)